# Alberto Ocejo
Jesús Alberto Ocejo Zazueta (Hermosillo, Sonora, México; 16 de junio de 1998) es un futbolista mexicano, juega como delantero y su actual equipo es el Santos Laguna de la Liga MX.

## Trayectoria
Comenzó su carrera en el 2013 jugando para los equipos Sub-15 y de Tercera División del Club de Fútbol Monterrey, en donde solo permaneció por 6 meses. En verano de 2014 llegó al equipo Sub-17 del Club Santos Laguna y en su primer torneo logró el subcampeonato de la categoría al perder la final ante Monterrey. En abril de 2015 se coronó campeón de la Dallas Cup en la categoría super sub-17 al derrotar a Monterrey en la final por marcador de 1-0, jugó los cinco partidos que disputó su equipo y anotó dos goles.
Durante el Torneo Apertura 2015 los representativos Sub-17 y Sub-20 de Santos accedieron a la liguilla, Ocejo disputó el torneo regular con la categoría Sub-20, en donde fue registrado, pero jugó la liguilla con la escuadra Sub-17, en ambos torneos Santos resultó campeón al derrotar en las finales a Pachuca Sub-17 y Tijuana Sub-20, siendo así Ocejo campeón de dos categorías diferentes en un mismo torneo. El siguiente torneo llegó nuevamente a la final Sub-17 contra Pachuca, pero esta vez terminó como subcampeón de la competencia. Ocejo disputó el Torneo Apertura 2016 con Santos Premier, equipo filial de Santos Laguna en la Segunda División y a partir del 2017 regresó a la categoría Sub-20.
El 13 de septiembre de 2017 debutó con el primer equipo en la victoria como visitante de su equipo por marcador de 0-3 ante Fútbol Club Juárez, ingresó al minuto 67 en lugar de Emiliano Armenteros. Debutó en primera división el 8 de agosto de 2020, en un empate a dos goles entre Monterrey y Santos.
Fue premiado con el Balon de Oro como Mejor Jugador de la Temporada 2024-25	de la Liga de Expasion.

## Palmarés

### Campeonatos nacionales
| Título                            | Equipo                    | País   | Año    |
| --------------------------------- | ------------------------- | ------ | ------ |
| Primera División de México Sub-17 | Club Santos Laguna Sub-17 | México | A-2015 |
| Primera División de México Sub-20 | Club Santos Laguna Sub-20 | México | A-2015 |
| Primera División de México Sub-20 | Club Santos Laguna Sub-20 | México | A-2017 |
| Liga de Expansión MX              | Leones Negros UdeG        | México | C-2025 |

### Campeonatos internacionales
| Título     | Equipo                    | País           | Año  |
| ---------- | ------------------------- | -------------- | ---- |
| Dallas Cup | Club Santos Laguna Sub-17 | Estados Unidos | 2015 |

### Distinciones individuales
| Distinción                               | Año     |
| ---------------------------------------- | ------- |
| Mejor Jugador de la Liga de Expansión MX | 2024-25 |